# Potte
Potte ist eine französische Gemeinde mit 111 Einwohnern (Stand 1. Januar 2022) im Département Somme in der Region Hauts-de-France im Norden von Frankreich. Die Gemeinde gehört zum Kanton Ham und ist Teil des Gemeindeverbandes Est de la Somme.

## Geographie
Die Gemeinde liegt nördlich von Nesle an der Kreuzung der Départementsstraßen D35 und D139; das Gemeindegebiet wird nördlich des Siedlungskerns auch von der D142 berührt.

## Geschichte
Die Gemeinde erhielt als Auszeichnung das Croix de guerre 1914–1918.

## Einwohner
| 1962 | 1968 | 1975 | 1982 | 1990 | 1999 | 2006 |
| ---- | ---- | ---- | ---- | ---- | ---- | ---- |
| 71   | 91   | 83   | 84   | 77   | 84   | 99   |

## Verwaltung
Bürgermeister (maire) ist seit 2004 Michel Mérel.